# Saint-Andiol
Saint-Andiol település Franciaországban, Bouches-du-Rhône megyében. Lakosainak száma 3369 fő (2022. január 1.). Saint-Andiol Cabannes, Mollégès, Noves, Plan-d'Orgon, Saint-Rémy-de-Provence és Verquières községekkel határos.

## Népesség
A település népessége az elmúlt években az alábbi módon változott:
| Lakosok száma | 2023 | 2372 | 2253 | 3203 | 3299 | 3306 | 3247 | 3346 | 3396 | 3369 |
|               | 1968 | 1982 | 1990 | 2006 | 2013 | 2015 | 2017 | 2019 | 2020 | 2022 |